# Горяни (Львівський район)
Горя́ни — село в Україні, у Львівському районі Львівської області. Населення становить 279 осіб. Орган місцевого самоврядування - Рава-Руська міська рада.

## Населення

### Мова
Розподіл населення за рідною мовою за даними :
| Мова       | Кількість | Відсоток |
| ---------- | --------- | -------- |
| українська | 272       | 97.49%   |
| польська   | 4         | 1.43%    |
| російська  | 2         | 0.72%    |
| білоруська | 1         | 0.36%    |
| Усього     | 279       | 100%     |